# Arenys.org
Arenys.org és una associació sense afany de lucre que es dedica a l'impuls de les TIC i la promoció de la Societat de la Informació als municipis d'Arenys de Mar i Arenys de Munt. Creada formalment l'any 2002 els seus orígens es remunten l'any 1996 amb la creació del Web d'Arenys i l'impuls de cursos d'introducció a Internet. Els seus promotors són informàtics, mestres, periodistes, entre els quals hi ha Oriol Ferran, que va ser Secretari de Telecomunicacions i de la Societat de la Informació de la Generalitat de Catalunya.
Arenys.Org té una important activitat de creació de continguts digitals i d'impuls de la comunicació local. El Web d'Arenys va ser el primer espai on van publicar-se, l'abril de 1996, les primeres pàgines web amb continguts arenyencs. En aquestes pàgines, allotjades al servidor de Partal, Maresma i Associats va néixer la paraula arenyautes que, actualment, defineix aquells membres de la comunitat digital arenyenca. Una llista de correu i l'espai arenyautes.cat, actualment organitzat com un sistema de blogs, són els punts de referència d'aquesta comunitat. La primera versió de les pàgines d'arenyautes, una eina programada en llenguatge PHP abans de definir-se els blogs, es va posar en línia l'any 2001.
Arenys.Org té un pes important a la comunicació local arenyenca. Ha estat pionera en l'ús de l'audiovisual per Internet a Arenys de Mar, fent les primeres transmissions d'àudio i vídeo a través de la xarxa. Actualment manté VilaWeb-Arenys que és l'edició local de VilaWeb amb més anys d'activitat.
L'any 2002 Arenys.Org va fer les primeres proves a Arenys de Mar amb les, aleshores, incipients tecnologies wi-fi. Es va crear Arenys Sensefils que, des del campanar de l'església de Santa Maria, va començar a oferir accés a Internet en banda ampla. L'experiència va donar arribar connectivitat a un centenar de llars i a diversos espais públics del poble. El servei continua funcionant però des de 2008 el gestiona directament l'empresa Maxen Technologies.
L'entitat ha mantingut sempre una important activitat presencial sobretot orientada a la formació i alfabetització digital. El seu local disposa d'una aula informàtica i els darrers anys han col·laborat a les accions de formació dels ajuntaments d'Arenys de Mar, Arenys de Munt i Sant Iscle de Vallalta. Periòdicament ha organitzat els “Vespres digitals” a Arenys de Mar, cicles de xerrades temàtiques sobre diversos temes d'actualitat.
Des de l'any 2007, Arenys.Org manté una estreta relació amb la Bressola, les escoles nordcatalanes,. D'inici van col·laborar en el projecte musical “Musiquetes per la Bressola” i actualment en l'impuls de l'Espai Bressola on Arenys.Org hi aporta la seva experiència en la dinamització de comunitats digitals.